# 三千家
三千家（さんせんけ）とは、茶道の流派のうち、表千家・裏千家・武者小路千家を総していう呼び名である。千利休の後妻の連れ子であり、娘婿である千少庵系統の家で、本家の堺千家に対して傍系に当たる。

## 概要
表千家3代・元伯宗旦の三男・江岑宗左が家督を継承し不審菴表千家となり、宗旦の隠居所を四男・仙叟宗室が継ぎ今日庵裏千家となり、さらに一度養子に出ていた次男・一翁宗守が千家に戻り官休庵武者小路千家を称し、三千家が成立した。
表千家7代・如心斎が、「千家を名乗るのは表千家・裏千家・武者小路千家（の嫡子）とし、二男三男にはこれを名乗らせない」と定め、他の二家もこれを了承したため、茶道で千家といえば表千家・裏千家・武者小路千家の三家に限定されることとなった。
この頃から京都では、下京にあった藪内家を下流と呼び、これに対して上京の三千家をひとまとめに上流と呼ぶ習慣があり、同流儀の三家として認識されていた。実際に三家は（久田家を含めて）互いに養子を出し、また共同で制度整備にあたるなどしてきた。それぞれを別流派と見なすようになるのは明治以降、茶道文化そのものが存続の危機にさらされてから後のことである。
江戸千家は徳川吉宗の命を受けて表千家に弟子入りした川上不白が興したもので、三千家との血縁関係はない。
先代の表千家家元（而妙斎）夫人の千明子（侯爵細川護貞の長女）は、裏千家家元夫人千容子（三笠宮崇仁親王第二女子）の姉である近衛甯子の夫忠煇の実妹に当たる。

## 改姓について
戦前は改姓や養子縁組が容易に行えたため、改姓に際する問題はなかったが、戦後の民法改正によって改姓の際に家庭裁判所の許可が必要となった。1959年（昭和34年）に裏千家15代・鵬雲斎の弟・嘉治が慣例を理由に納屋と改姓することを申し出、認められたことを皮切りに、左海祥二郎、伊住政和らが改姓している。また、華道の池坊家にもこれと同じ慣例があり、池坊専永の弟・専芳も先祖といわれる小野妹子にちなんで小野と改姓している。